# Terezópolis de Goiás
Terezópolis de Goiás é um município brasileiro do estado de Goiás, localizado na Região Metropolitana de Goiânia.

## Geografia
Sua população estimada para 2021 é de 8.326 habitantes e uma área de total de 106.913 km², conforme dados do Instituto Brasileiro de Geografia e Estatística (IBGE).
Emancipada em 29 de abril de 1992, passando a chamar-se Terezópolis de Goiás. Antes com o nome de Vila Santa Teresa, pertencia ao município de Goiánapolis.

### Distritos:
Possui um povoado de nome Marinápolis, as margens da rodovia BR-153 que conta com escola e posto de saúde.

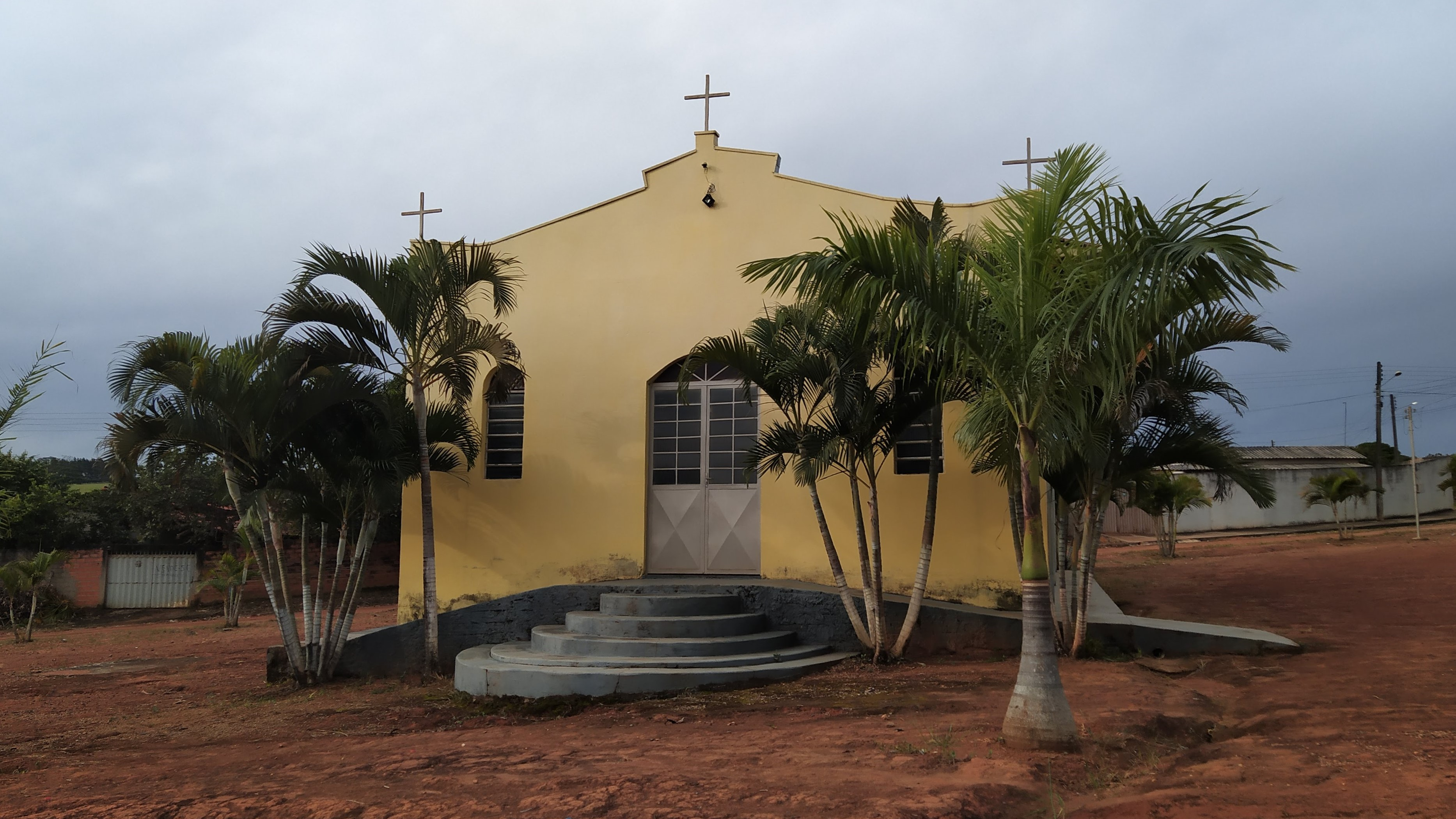
Capela São Benedito em Marinápolis

## História
Entre os anos 1930 e 1940 inicia-se o povoado que em algum tempo depois veio a ter o nome de Vila Santa Tereza, na época fazendo parte do Município de Goianápolis – GO.
Já nos anos 1980, Santa Tereza consegue duas grandes conquistas, se tornando Distrito de Santa Tereza e nas eleições de 1988 elegendo 2 (dois) vereadores e o Vice-prefeito: o Ver. Divino Moreno, o Ver. Galego sendo o mais bem votado de todo Município de Goianápolis naquela eleição, e o Vice-prefeito Florival Fagundes; Um grande feito para a época, dando assim um passo muito grande para conquistar a tão sonhada emancipação política do Distrito.
Aos 29 de abril de 1992 a população do Distrito de Santa Tereza comemora e solta o grito – Estamos Emancipados!
Fogos de artifícios, carreatas, danças e batucadas cortaram a noite de 29 de abril de 1992.
Mais uma vez a população se junta e através de um referendo popular escolhe o nome do recém-emancipado Município de Terezópolis de Goiás.

## Economia
“Até o inicio dos anos 1990, a base da economia local era a agropecuária e agricultura.“
Mas devido ao fato do município de Terezópolis de Goiás estar geograficamente muito bem localizado e situado as margens da BR 153 – 060 o maior corredor econômico do Centro Oeste Brasileiro, ficando a 23 km da Capital do Estado de Goiás: Goiânia e 160 km da Capital Federal: Brasília, o comércio varejista e a indústria movimenta hoje a maior parte da economia local.
Quem hoje passa por Terezópolis de Goiás encontra vários restaurantes com comidas típicas das mais variadas, tipo: Dobradinha, Feijoada, Arroz com frango caipira, tendo como referência o melhor espetinho com feijão tropeiro da região, além das infinidades variedades de frutas vendidas na beira da BR-153 pelas barracas azuis.
Devido o carisma e o bom acolhimento, que é peculiar da população local, Terezópolis se tornou hoje terra de várias famílias imigrantes de outros estados que escolheram aqui se estabelecerem para morar, trazendo com eles suas culturas e tradições, dentre estas culturas a que mais chama a atenção é a culinária, principalmente a nordestina.
Citamos aqui alguns pratos típicos do outras regiões que hoje é comum encontrar em Terezópolis de Goiás:
? Chambari, do Tocantins;
? Tapioca, da Bahia;
? Caldo de abóbora com carne de sol, da Bahia;
? Buchada de bode, do Rio Grande do Norte;
? Joelho de gado com feijão branco, do Pernambuco;
? Carneiro assado, Vatapá, Baião de Dois, Mugunzá, Acarajé, Sarapatel, e tantos outros…
Em Terezópolis de Goiás também é fabricado o Requeijão Baiano, o Requeijão Goiano, uma infinidade de queijos e os mais variados doces.
Também é produzido em Terezópolis de Goiás pamonha, Cural de Milho e caldos de todos os gostos.

## Cultura e Tradições
“Já tradicionalmente conhecida a festa junina de Terezópolis é marcada pelo total envolvimento do todas as escolas da rede municipal e estadual. O excelente nível com o qual os grupos de dança de Quadrilha se apresentam, a grande diversidade de barraquinhas e o ambiente acolhedor tem todos os anos atraído cada vez mais pessoas de outras regiões a virem prestigiar o evento no município.”
TERÊOXENTE - Festa tradicionalmente realizada no aniversário da cidade (29 de abril). Com origens nordestinas, essa festa reúne a cidade para comemorar o aniversário da cidade em grande estilo, com grandes shows e apresentações musicais, além da típica comida nordestina, criado pelo ex-prefeito Francisco Alves de Sousa Júnior (PSDB, 2013-2021).
FOLIA DE SANTOS REIS – Tradição passada de geração para geração em Terezópolis, os devotos de Santos Reis mantêm a décadas o giro da Folia de Reis no Município. Todos os dias durante o percurso, moradores (fiéis) servem aos foliões e a todos que juntos acompanham a bandeira: almoço, janta, café da manhã. E no dia 6 de janeiro data em que se comemora o dia de Santos Reis uma grande festa acontece. Ao final os palhaços da folia coroam o rei e a rainha que ficarão encarregados de fazerem a festa de início e encerramento do próximo ano.”
CATIRA – Também uma tradição passada de pais para filhos, tornou-se bem íntimo dos terezópolinos. Esta é uma das tradições que a secretaria da Cultura do Município tenta conservar. Escolinhas de catira onde pais e filhos dançam juntos e se apresentam em festas e eventos promovidos pela prefeitura e populares tem incentivado cada vez mais a dança. Diversos estilos de dança também são oferecidos aos jovens do município de Terezópolis e demais ainda serão acrescentados tais como: balé clássico, funk, country, axé etc.”

## Esportes e lazer
Em Terezópolis há academias de artes marciais, como karatê, capoeira, e o muay tai, além das academias de ginástica aeróbica e musculação.
A cidade está localizada em uma APA (Área de Proteção Ambiental) de nome João Leite, e por tal é visitado por turistas do Brasil e de outros países, que querem se divertir, estar em contato direto com a natureza e admirar as paisagens naturais típicas da região, bem como caminhar e pedalar nas trilhas.